# Ingavi (provincie)
Ingavi is een provincie in van het departement La Paz in Bolivia. Het huist onder andere Tiwanaku, de hoofdstad van een pré-incarijk. De provincie heeft een oppervlakte van 5410 km² en heeft 134.535 inwoners (2012). De hoofdstad is Viacha.
Ingavi is verdeeld in zeven gemeenten:
- Desaguadero
- Guaqui
- Tiahuanacu
- Viacha
- Taraco
- San Andrés de Machaca
- Jesús de Machaca

Abel Iturralde · 
Aroma · 
Bautista Saavedra · 
Caranavi · 
Eliodoro Camacho · 
Franz Tamayo · 
Gualberto Villarroel · 
Ingavi · 
Inquisivi · 
José Manuel Pando · 
Larecaja · 
Loayza · 
Los Andes · 
Manco Kapac · 
Muñecas · 
Nor Yungas · 
Omasuyos · 
Pacajes · 
Pedro Domingo Murillo · 
Sud Yungas